# Chikan (Zhanjiang)
Chikan (en chino simplificado, 赤坎区; pinyin, Chìkǎn qū, L; cresta roja) es un distrito urbano bajo la administración directa de la ciudad-prefectura de Zhanjiang. Se ubica al oeste de la provincia de Cantón, en el sur de la República Popular China. Su área es de 564 km² y su población total para 2018 fue más de 300 mil habitantes.

## Administración
El distrito de Chikan  se divide en 8 pueblos que se administran en poblados.